# Paweł Hoffman

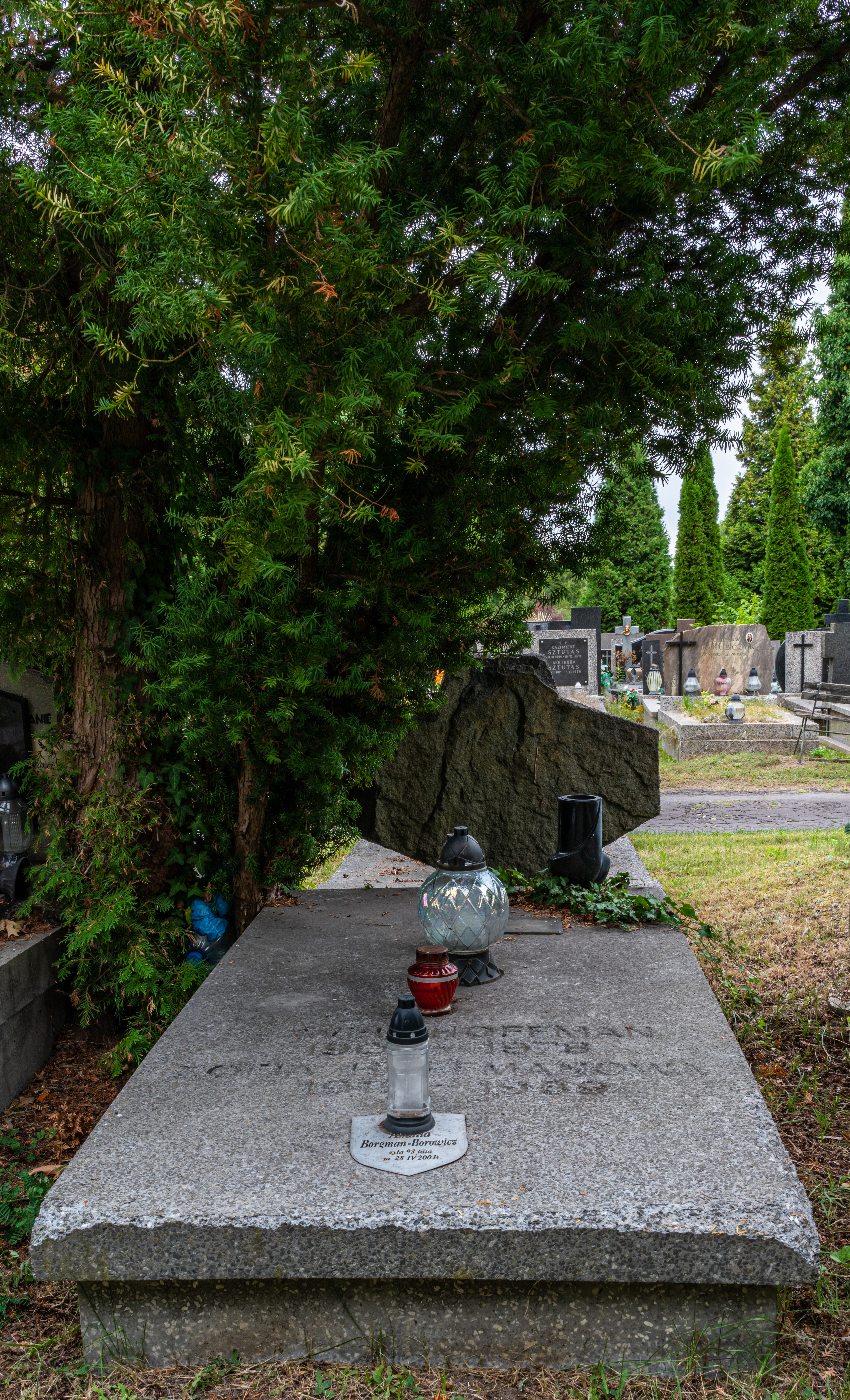
Grób Pawła Hoffmana na cmentarzu Komunalnym Północnym w Warszawie

Paweł Maksymilian Hoffman ps. „Edek”, „Rudolf” (ur. 30 listopada 1903 we Lwowie, zm. 29 lipca 1978 w Warszawie) – polski działacz komunistyczny, publicysta, redaktor naczelny „Rzeczpospolitej”, „Kuźnicy” i „Nowej Kultury”, 1950-1954 kierownik Wydziału Kultury KC PZPR.

## Życiorys
Syn Ignacego (Izaaka) i Sabiny. Studiował na wydziale prawa i filozofii we Lwowie i Krakowie. Działacz ZNMS od 1921, a od grudnia 1922 Związku Młodzieży Komunistycznej (ZMK/KZMP). W 1925 wydawca i redaktor odpowiedzialny „Głosu Życia” i współzałożyciel Organizacji Niezależnej Młodzieży Ludowej „Orka”. W kwietniu 1925 na 2 miesiące aresztowany wraz z Ignacym Fikiem i Salomonem Jaszuńskim. 1926–1927 wiceprzewodniczący, a 1927–1928 przewodniczący krakowskiego ZNMS „Życie” oraz sekretarz Wydziału Studenckiego Komitetu Okręgowego (KO) ZMK w Krakowie. Od listopada 1927 działał w KPP, w której był członkiem Wydziału Rolnego i Wydziału Agitacji i Propagandy KO w Krakowie 1929–1931 odbywał służbę wojskową na kursach podchorążych w Nisku. Od 1932 do 1938 pracował w Centralnej Redakcji KC KPP. W 1937 wraz z Lucjanem Szenwaldem redagował „Nową Kwadrygę”. Od jesieni 1939 do stycznia 1940 był nauczycielem w Równem i przewodniczącym Komitetu Miejskiego Związku Zawodowego Nauczycieli. Później pracował w sowchozie, a od grudnia 1940 był redaktorem działu literatury marksistowskiej polskiej sekcji Państwowego Wydawnictwa Ukraińskiego. Od lipca 1942 tłumacz w polskiej redakcji radiostacji w Kujbyszewie. Od maja 1943 oficer polityczno-wychowawczy w 1 DP im. Tadeusza Kościuszki, lektor w 1 pułku czołgów i instruktor w pułku artylerii lekkiej. Wrzesień 1943 – styczeń 1944 redaktor gazety 1 Korpusu „Zwyciężymy”. Od lutego 1944 w kolegium redakcyjnym organu ZPP „Wolna Polska”, a marzec – kwiecień 1945 sekretarz odpowiedzialny redakcji, następnie od 1945 do 1948 redaktor naczelny „Rzeczpospolitej”, a od grudnia 1948 do marca 1950 redaktor naczelny „Kuźnicy”. Od stycznia 1945 kapitan rezerwy WP. Delegat na II Zjazd PPR i I Zjazd PZPR. 1949–1950 członek egzekutywy organizacji partyjnej ZLP. W latach 1950–1952 i 1953–1956 redaktor naczelny „Nowej Kultury”, od września 1950 do września 1954 kierownik Wydziału Kultury KC PZPR.
W 1952 został wybrany z okręgu 63 Krosno posłem na Sejm PRL I kadencji. Od listopada 1968 zastępca redaktora naczelnego PWN. Usunięty ze stanowiska w wyniku kampanii antysemickiej, związanej z tzw. wydarzeniami marcowymi. Był odznaczony Krzyżem Komandorskim Orderu Odrodzenia Polski. Pochowany na cmentarzu Północnym w Warszawie (kw. W-XIV-3-2-14).